# Диасофт
Diasoft (рус. Диасофт) — крупный российский разработчик программного обеспечения для автоматизации банков (АБС), инвестиционных и страховых компаний, негосударственных пенсионных фондов и других финансовых организаций.

## Продукты
Основной продукт, позиционируемый компанией сегодня — «Финансовая Архитектура Diasoft FA#». Среди прошлых продуктов компании — автоматизированные банковские системы Diasoft 5NT, Diasoft 4x4. Новым поколением программных продуктов компании Диасофт является семейство приложений, выполняющих основные банковские бизнес-задачи под маркой Flextera. Flextera — это финансовая архитектура построенная в соответствии с концепциями SOA. Именно поэтому она позволяет устанавливать отдельные модули независимо от других на отдельные базы данных и сервера ORACLE, MSSQL, DB2 и Sybase. Наиболее распространённым продуктом является FA#, написанный на Delphi, но в последнее время наметилась тенденция перехода крупных банков на платформу FLEXTERA.
В 2013 году Diasoft с продуктом FLEXTERA заняли лидерскую позицию в квадранте Гартнера (Gartner Magic Quadrant for International Code Banking Systems).

## Конкуренты на банковском рынке
Конкурентами компании на российском рынке являются компании R-Style Softlab, ЦФТ, ПрограмБанк, Инверсия, ЮниСАБ, Ланит, Гриндата и другие.

## Дочерние компании
Новая Афина являлся совместным предприятием Диасофта и ПрограмБанка, созданным в 1998 для работы на рынке программного обеспечения для крупных банков. Техно Диасофт является совместным предприятием Диасофт и ТехноСК, созданным 1 июля 2010 года для создания ПО операторов отделений Сбербанка. Пилотным регионом на 2010-2011 года являлся Санкт-Петербургский филиал.
В феврале 2024 года компания вышла на IPO.

## Филиалы и дополнительные офисы
Компания имеет филиалы в Воронеже, Новосибирске, Перми, Самаре, Санкт-Петербурге, Чебоксарах, Ярославле и головной офис в Москве.